# Trofee Maarten Wynants
Trofee Maarten Wynants est une course cycliste féminine belge. Créée en 2014, la course fait partie de sa création à 2016 du calendrier de l'Union cycliste internationale en catégorie 1.2, en 2017 elle devient 1.1. Elle se déroule autour d'Helchteren. La course porte le nom du coureur professionnel Maarten Wynants. 

## Palmarès
| Année | Vainqueur         | Deuxième                  | Troisième               |                  |
| ----- | ----------------- | ------------------------- | ----------------------- | ---------------- |
| 2014  | Maaike Polspoel   | Amy Cure                  | Liesbet De Vocht        |                  |
| 2015  | Natalie van Gogh  | Lotte Kopecky             | Sara Mustonen           |                  |
| 2016  | Lotte Kopecky     | Lauren Kitchen            | Kelly Druyts            |                  |
| 2017  | Marianne Vos      | Maria Giulia Confalonieri | Eva Buurman             |                  |
| 2018  | Marta Bastianelli | Monique van de Ree        | Lorena Wiebes           |                  |
| 2019  | Elisa Balsamo     | Laura Tomasi              | Marjolein van 't Geloof |                  |
| 2020  | annulé/abandonné  | annulé/abandonné          | annulé/abandonné        | annulé/abandonné |
| 2021  | annulé/abandonné  | annulé/abandonné          | annulé/abandonné        | annulé/abandonné |
| 2022  | Scarlett Souren   | Jennifer van der Voort    | Rixt Hoogland           |                  |
| 2023  | Chiara Consonni   | Amalie Dideriksen         | Maria Martins           |                  |
| 2024  | Anniina Ahtosalo  | Scarlett Souren           | Chiara Consonni         |                  |
| 2025  |                   |                           |                         |                  |